# Текущо оценяване
Текущото оценяване (ТО) (на английски: Formative assessment), известно още с термина оценяване на възпитанието, се осъществява по време на процеса на провеждане на даден курс и се използва за подпомагане на обучението. В образованието, това оценяване може да бъде извършвано от преподавател или друг обучаем, които проверяват и докладват резултатите от работата на учащите като не е задължително да се поставя оценка. Целта на текущото оценяване е да засили ученето, а не да определя оценки. Текущото обучение се отбелязва, не се оценява. Учениците определят своята собствена работа и са насърчавани да задават въпроси за оценката и за материалът, който отговаря на тази оценка.

## Категории на оценяването
Оценяването може да се класифицира по много различни начини. Най-важните категории са следните:
- текущо и крайно (финално);
- обективно и субективно;
- нормативно,
- външно- или вътрешно-сравнително;
- формално и неформално оценяване.

По отношение на времето на провеждане на оценяването – в края или по време на провеждане на курса – двата основни вида оценяване са текущо и крайно:
- финалното оценяване обикновено се извършва в края на курса на обучение;
- текущото оценяване (ТО) се извършва по време на процеса на провеждане на курса на обучение.

## Аспекти на текущото оценяване
Много от преподавателите съсредоточават работата си върху съставянето на системата за финално оценяване. Същевременно, обаче, те трябва да изготвят и система за ТО на обучаемите.
ТО е необходимо, с цел извършването на системна проверка на знанията на обучаемите. То може да се осъществи както в рамките на учебните занятия, така и посредством задаване на домашна работа.
Често срещана форма на ТО е диагностичното оценяване, което измерва настоящите знания и умения на обучаемия, с цел определяне на подходяща програма за обучение. Самооценяването е форма на диагностично оценяване, което включва оценяване от учащите на тяхната собствена дейност.
ТО е процес, който цели да подобри постиженията на учащите. Коуи (Cowie) и Бел (Bell) го дефинират като двустранен процес между преподавателя и обучаемия с цел подобряване резултатите, вниманието и отговорността към ученето. Блек (Black) и Уилям (Wiliam) разглеждат едно оценяване като текущо, тогава когато проверката на резултатите от учебните дейности всъщност се използва за приспособяване на процеса на преподаване към съответните нужди на обучаемите.

## Елементи на текущото оценяване
Ключовите елементи на ТО са:
- определяне от преподавателя и учащите на цели на обучението, идеи или резултати и критерии за реализирането им;
- разговори между обучаващия и обучаемите, които постепенно да се задълбочават;
- осигуряване на ефективно и навременно проверяване и докладване на резултатите, с оглед учащите да подобрят качеството на ученето си;
- активно участие на обучаемите в процеса на учене;
- преподавателите да отговарят на определени образователни нужди чрез промяна на методите за преподаване.